# Pérez, Santa Fe
Pérez är en ort i Argentina.   Den ligger i provinsen Santa Fe, i den centrala delen av landet, 290 km nordväst om huvudstaden Buenos Aires. Pérez ligger 37 meter över havet och antalet invånare är 24 436.
Terrängen runt Pérez är mycket platt. Runt Pérez är det tätbefolkat, med 591 invånare per kvadratkilometer.. Närmaste större samhälle är Rosario, 13,3 km öster om Pérez.
Trakten runt Pérez består till största delen av jordbruksmark.